# Босански Дубочац
Босански Дубочац је насељено мјесто у општини Дервента, Република Српска, БиХ. Према попису становништва из 1991. у насељу је живјело 556 становника.

## Становништво
| Националност       | 1991.        | 1981. | 1971. | 1961. |
| Срби               | 2 (0,35%)    |       |       |       |
| Муслимани          | 306 (55,03%) |       |       |       |
| Хрвати             | 195 (35,07%) |       |       |       |
| Југословени        | 44 (7,91%)   |       |       |       |
| остали и непознато | 9 (1,61%)    |       |       |       |
| Укупно             | 556          | '     | '     |       |